# Agrotis aimonis
Agrotis aimonis là một loài bướm đêm trong họ Noctuidae.